# Petter Hegre
Petter Hegre (Stavanger, 8 settembre 1969) è un fotografo e regista norvegese noto per i suoi nudi.
Hegre iniziò la sua carriera di fotografo durante un soggiorno studio negli Stati Uniti, dopo il servizio militare nel suo paese ritornò negli USA dove frequentò il Brooks Institute of Photography a Santa Barbara. Dal 1991 collaborò con il famoso fotografo Richard Avedon a New York, in seguito rientrò in Norvegia dove lavorò come professionista a Stavanger.
La sua prima pubblicazione è My Wife (2000) un libro fotografico con immagini della sua prima moglie Svanborg Þórisdóttir. Oltre a numerose pubblicazioni ha prodotto tre cortometraggi contenenti a loro volta numerose scene di nudo.
Nel 2001 venne nominato Photographer of the Year a Londra durante gli Erotic Oscars.

## Vita privata
Petter Hegre è sposato con la modella ucraina Ljuba Šumejko insieme alla quale ha fondato e pubblica la rivista New Nude, specificamente dedicata al nudo.
Vivono insieme in Algarve, Portogallo.